# Euseius aferulus
Euseius aferulus är en spindeldjursart som först beskrevs av Chant 1959.  Euseius aferulus ingår i släktet Euseius och familjen Phytoseiidae. Inga underarter finns listade i Catalogue of Life.